# Margarita Ortega Valdés
Margarita Ortega Valdés (Sonora, 1871-Mexicali, 23 de noviembre de 1913) fue una revolucionaria anarquista mexicana. Nacida en el seno de una familia acomodada, se afilió al Partido Liberal Mexicano (PLM) y participó en la rebelión de Baja California de 1911. Junto a su hija, Rosaura Gortari, participó en la toma de Mexicali del Porfiriato, gestionando suministros para los rebeldes magonistas. Cuando la ciudad fue retomada por las fuerzas de Francisco I. Madero, fue exiliada de México a Arizona, donde murió su hija. Luego regresó a México para luchar contra Victoriano Huerta, pero fue capturada, torturada y fusilada.
Después de su muerte, Ortega fue elogiada por el líder del PLM Ricardo Flores Magón como una mujer revolucionaria ejemplar, cambiando las actitudes de la dirección del partido hacia la participación de las mujeres en la Revolución mexicana.

## Biografía
Margarita Ortega Valdés nació en Sonora, en el seno de una familia mestiza acomodada. Según los informes, estuvo casada tres veces durante su vida. Con Pascual Gortari tuvo dos hijos: Irineo y Andrés; y una hija: Rosaura.
A principios del siglo XX, el Partido Liberal Mexicano (PLM) era el único partido político que extendía a las mujeres plenos derechos de afiliación. Esto inspiró a muchas mujeres a unirse al partido, liderar huelgas entre trabajadoras textiles y tabacaleras y rebelarse abiertamente contra el Porfiriato. Entre estas mujeres se encontraban Ortega y su hija Rosaura, quienes se unieron al partido en 1910; Ortega dejó a su marido conservador en el proceso, ya que no estaba de acuerdo con su ideología política. En su dramatización del encuentro, el líder del PLM Ricardo Flores Magón la describe diciendo:

Yo te amo; pero amo también a todos los que sufren y por los cuales lucho y arriesgo mi vida. No quiero ver más hombres y mujeres dando su fuerza, su salud, su inteligencia, su porvenir para enriquecer a los burgueses; no quiero que por más tiempo haya hombres que manden a los hombres. Estoy resuelta a seguir luchando por la causa del Partido Liberal Mexicano, y si eres hombre, vente conmigo a la campaña; de lo contrario olvídame, pues yo no quiero ser la compañera de un cobarde.

Con el estallido de la Revolución mexicana, el PLM inicialmente hizo un llamamiento a las mujeres para que presionaran a sus maridos para que tomaran las armas en la revolución, defendiendo los roles de género tradicionales que colocaban a las mujeres en un papel subordinado y de apoyo a los hombres en la revolución armada. Pero como Ortega creía en la igualdad de género, rompió con la línea del partido del PLM en este asunto y decidió tomar las armas ella misma. Según un editorial de The New York Times publicado en mayo de 1911, las mujeres acabaron desempeñando «un papel espectacular en la revolución».

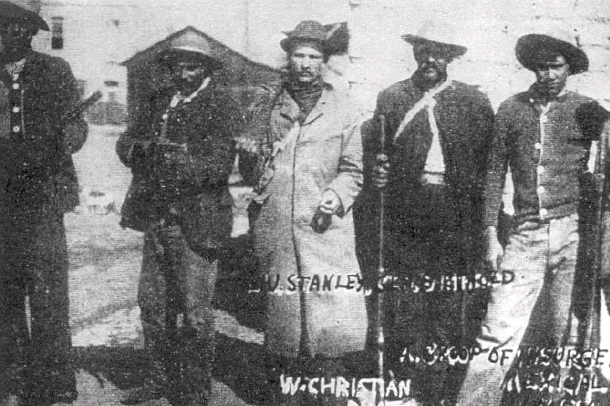
Fuerzas magonistas durante la toma de Mexicali.

Ortega y su hija se levantaron contra el gobierno en Baja California, sumándose a la rebelión de Baja California. El 29 de enero de 1911, Ortega participó en la toma de Mexicali del Porfiriato. Ella y su hija ayudaron a introducir suministros de contrabando a la ciudad desde Estados Unidos, llevándoles armas, municiones y dinamita, que escondían en el forro de su ropa. También ayudó a cuidar a los heridos.
Después de la victoria de las fuerzas constitucionalistas de Francisco I. Madero, el magonista Rodolfo Gallegos desertó al lado de Madero y recuperó Mexicali para el estado mexicano. Después de que Ortega fue arrestada por los maderistas, ella habría dicho al funcionario que la arrestó: «Me llevarán a Ensenada y me fusilarán a pie, como hombre; pero a ti, traidor, te fusilarán por detrás, como un cobarde». En cambio, Gallegos la exilió a ella y a su hija de México, amenazándolas con matarlas si regresaban. Sin comida ni agua, se abrieron paso a través del desierto hacia la frontera entre Estados Unidos y México. Finalmente llegaron a Yuma, Arizona, donde fueron arrestadas por guardias fronterizos estadounidenses, pero amigos las ayudaron a escapar a Phoenix bajo identidades supuestas.
El estrés del viaje hizo que Rosaura enfermara gravemente y muriera, lo que obligó a Ortega a regresar a México sin ella. Ortega cruzó a Sonora vía Sonoyta, donde se unió al magonista Natividad Cortés, con quien intentó reorganizar el movimiento revolucionario en el norte de Sonora. Pero Gallegos, que había sido puesto a cargo de los guardias fronterizos de Sonora, se encontró con los dos magonistas y los arrestó; Cortés fue fusilado y Ortega devuelto a Baja California. Allí cayó en manos de las fuerzas de Victoriano Huerta, quien la encarceló en un calabozo el 20 de noviembre de 1913.
Sus captores la torturaron durante cuatro días, obligándola a confesar que era miembro del PLM, aunque se negó a revelar los nombres de otros miembros del PLM. La noche del 24 de noviembre de 1913, Ortega fue fusilada; según Flores Magón, murió con una sonrisa en el rostro.

## Legado

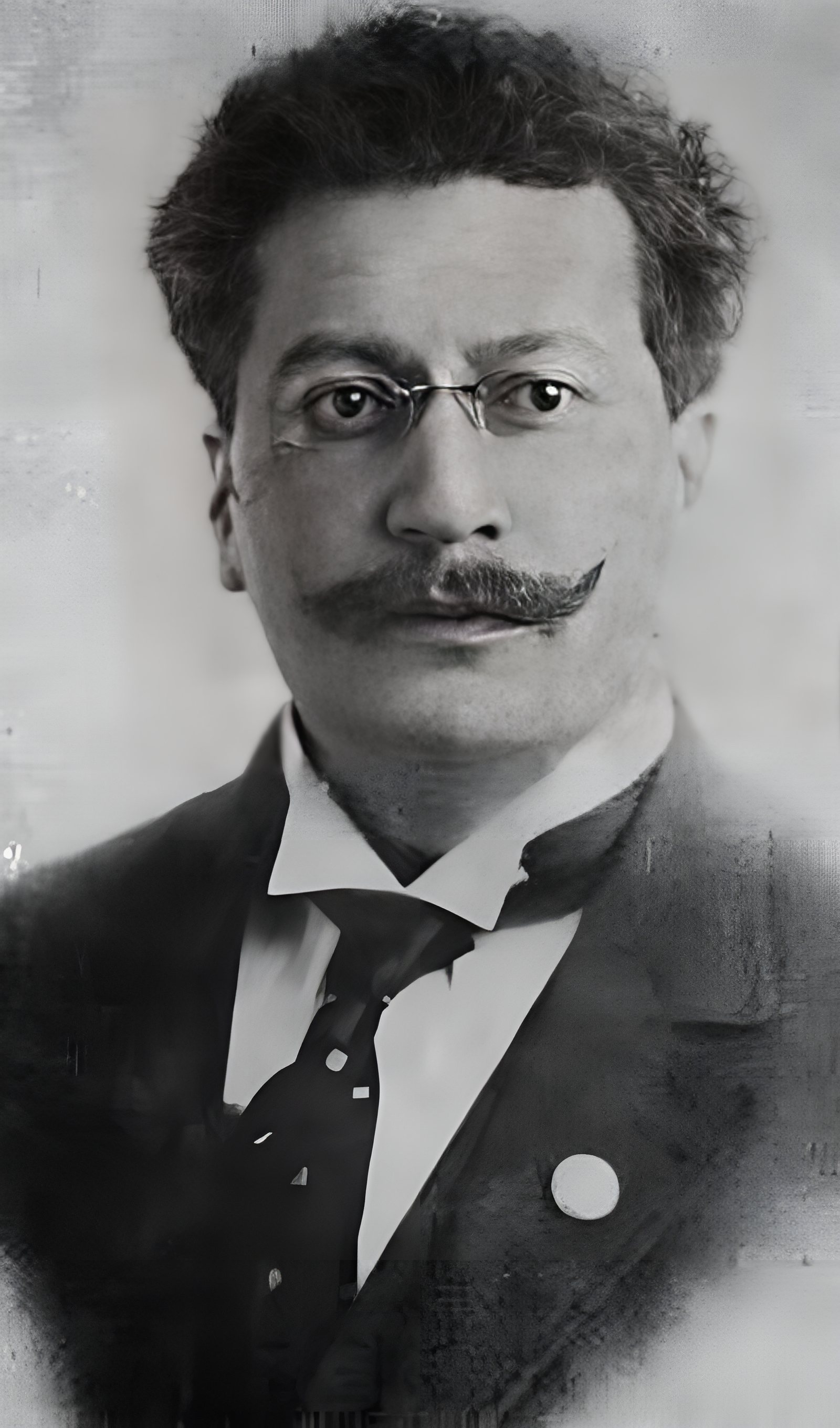
Ricardo Flores Magón, líder del Partido Liberal Mexicano (PLM).

Tras su muerte, Ortega recibió notables elogios de Ricardo Flores Magón, quien la consideró una mujer revolucionaria ejemplar por su altruismo y patriotismo. Descubrió que Ortega se había opuesto a sus llamados a que las mujeres convencieran a los hombres para que se unieran a la lucha. Él, a su vez, fue convencido de cambiar su política, admitiendo que las mujeres tenían un papel activo que desempeñar en la Revolución. Siguiendo su ejemplo, empezó a intentar convencer a las mujeres de que lucharan junto a los hombres. En su elogio a ella, Magón la describió como:

Hábil jinete y experta en el manejo de armas de fuego, Margarita atravesaba las líneas enemigas y conducía armas, municiones, dinamita, lo que se necesitaba, a los compañeros en el campo de la acción […] desde su caballo o detrás de un peñasco, podía tener a raya a los soldados del gobierno, y poco después se le podía ver cuidando a los heridos, alimentando a los convalecientes o prodigando palabras de consuelo a las viudas y a los huérfanos. Apóstol, guerrera, enfermera, todo a la vez era esta mujer excepcional.

Al pronunciar este elogio, el objetivo de Magón era inspirar al lector a tomar las armas, tanto a través de la valentía de Ortega como de la «cobardía» de su marido.

## Lectura adicional
- Ellstrand, Nathan Kahn (2011). Las Anarquistas: The History of Two Women of the Partido Liberal Mexicano in Early 20th Century Los Angeles (MA) (en inglés). Universidad de California. ProQuest 879416316.
- Flores Magón, Ricardo (2005). «Margarita Ortega».  En Bufe, Chaz; Cowen Verter, Mitchell, eds. Dreams of Freedom: A Ricardo Flores Magón Reader (en inglés). AK Press. pp. 228–231. ISBN 1-904859-24-0.
- Samaniego López, Marco Antonio (2007). «La revolución mexicana en Baja California: maderismo, magonismo, filibusterismo y la pequeña revuelta local». Historia Mexicana 56 (4): 1201-1262. ISSN 0185-0172.
- Samaniego López, Marco Antonio (2010). «El norte revolucionario: Diferencias regionales y sus paradojas en la relación con Estados Unidos». Historia Mexicana 60 (2): 961-1018. ISSN 0185-0172.
- Samaniego López, Marco Antonio (2020). «En contra del Programa del Partido Liberal Mexicano: los anarquistas del PLM». Secuencia (107). ISSN 0186-0348. doi:10.18234/secuencia.v0i107.1716.
- Struthers, David M. (2019). The World in a City: Multiethnic Radicalism in Early Twentieth-Century Los Angeles (en inglés). University of Illinois Press. pp. 141-143. ISBN 9780252051319.
- Tutino, John (15 de mayo de 2012). Mexico and Mexicans in the Making of the United States (en inglés). University of Texas Press. ISBN 978-0-292-73718-1.